# Akihiro Hyōdō
Akihiro Hyōdō (jap. 兵働 昭弘 Hyōdō Akihiro; ur. 12 maja 1982) – japoński piłkarz występujący na pozycji pomocnika. Obecnie występuje w Ventforet Kōfu.

## Kariera klubowa
Od 2005 roku występował w klubach Shimizu S-Pulse, Kashiwa Reysol, JEF United Chiba, Oita Trinita, Mito HollyHock i Ventforet Kōfu.